# Балучинська сільська рада
| Балучинська сільська рада — орган місцевого самоврядування у Буському районі Львівської області з адміністративним центром у с. Балучин. Історична дата утворення: 1 січня 1944 року. Сільській раді підпорядковані населені пункти: - с. Балучин - с. Русилів |

## Склад ради
Рада складається з 12 депутатів та голови.

### Керівний склад ради
| ПІБ                          | Основні відомості                                                    | Дата обрання | Дата звільнення |
| ---------------------------- | -------------------------------------------------------------------- | ------------ | --------------- |
| Цюман Григорій Володимирович | Сільський голова, 1957 року народження, освіта, член народної партії | 26.03.2006   | 31.10.2010      |
| Цюман Григорій Володимирович | Сільський голова, 1956 року народження, освіта вища, безпартійний    | 31.10.2010   |                 |

Примітка: таблиця складена за даними джерела